# ببن ۲۵۰۷
سیارک ۲۵۰۷ (به انگلیسی: 2507 Bobone، نامگذاری:1976WB1) دو هزار و پانصد و هفتمین سیارک کشف شده‌است که در ۱۸ نوامبر ۱۹۷۶ کشف شد.
قدر مطلق سیارک برابر ۱۱٫۷۰ است.